# Verretto
Verretto (lombardul: Vrët) település Olaszországban, Lombardia régióban, Pavia megyében. Lakosainak száma 369 fő (2023. január 1.). Verretto Casteggio, Castelletto di Branduzzo, Lungavilla, Casatisma és Montebello della Battaglia községekkel határos.

## Népesség
A település lakossága az elmúlt években az alábbi módon változott:
| Lakosok száma | 375  | 384  | 369  |
|               | 2017 | 2018 | 2023 |